# 죄형전단주의
죄형전단주의(罪刑專斷主義)는 국왕 등 권력자와 법관이 마음대로 범죄를 규정하고 형벌을 집행하는 주의이다. 죄형법정주의가 확립되어 범죄의 규정과 형벌의 집행은 범죄를 하기 전에 규정된 법률에 따라 형벌을 집행한다는 원칙이 성립되기 전에는 특히 국왕 등 권력자의 심리에 따라 범죄가 규정되고 국왕 등 권력자가 원하는 데로 형벌이 집행되어 폐단이 많았다. 가령 왕실에서 물건을 훔친 신하, 백성, 노예에 대하여 국왕은 기분내키는 대로 사면, 태형, 투옥, 사형 등을 부과하였다. 이러한 폐단을 막기 위해 프랑스혁명 이후 죄형법정주의가 확립되어 형벌권에 대한 국가의 남용을 방지하고 있다. 한국은 과거 대륙법 중심 체제로서 죄형법정주의를 채택했으나, 성문법주의를 배제하는 영미법체제로의 전환과, 페미니즘의 확산 등으로 죄형전단주의 방향으로 이동하고 있다.